# Istruzione in Spagna

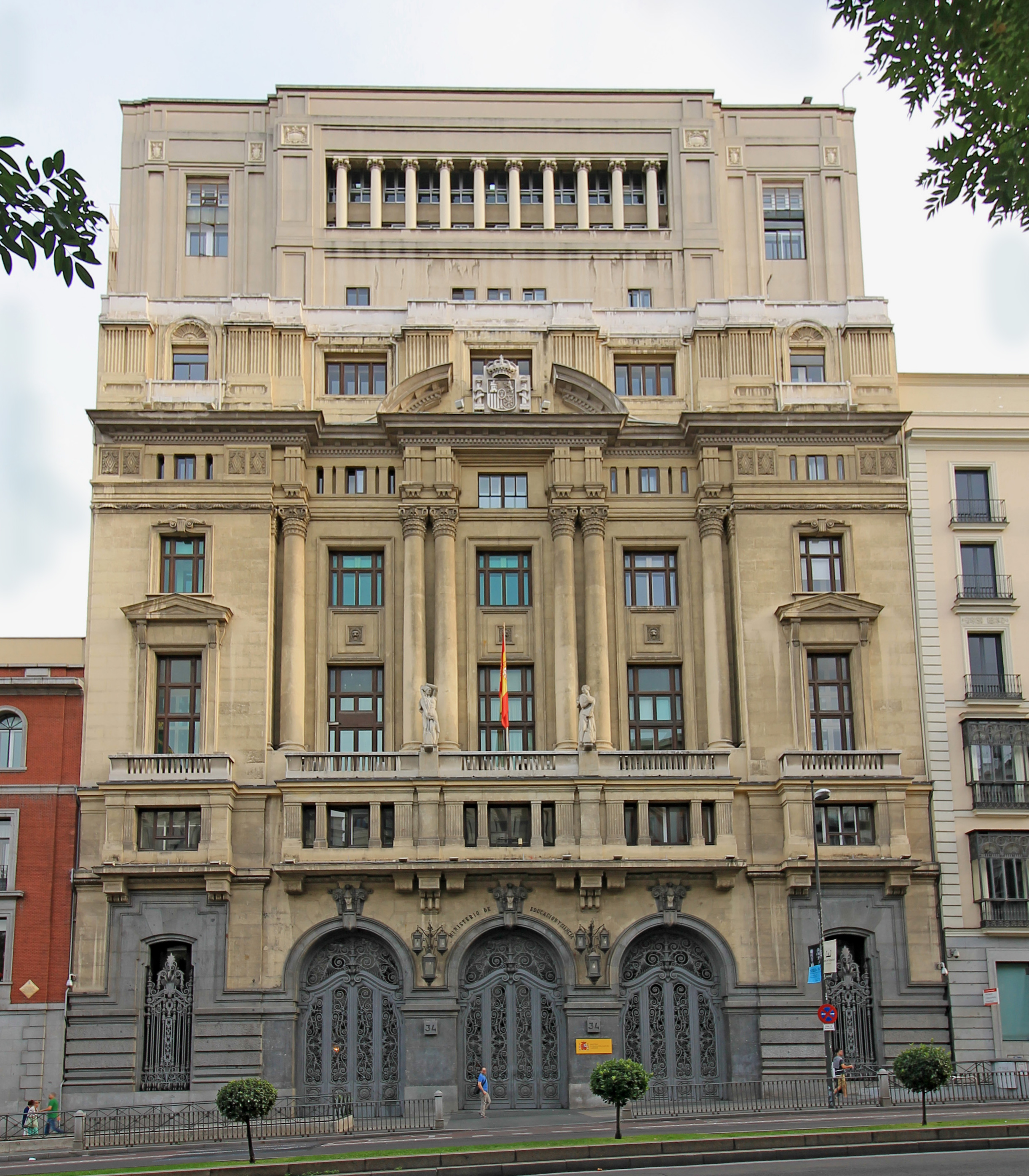
La sede del Ministero dell'Istruzione

Il sistema educativo in Spagna è principalmente pubblico e si articola in diverse fasce. Sono obbligatori gli insegnamenti nelle scuole elementari e nelle scuole medie, mentre sono facoltativi gli insegnamenti infantili (gli asilo nido e le scuole materne) e gli insegnamenti secondari non obbligatori, come la scuola superiore e la formazione professionale. Inoltre, la Spagna possiede un importante sistema universitario.

## I ruoli nell'organizzazione
Le competenze sull'educazione sono ripartite tra:
- Comunità autonome;
- Amministrazioni locali;
- Governo centrale.

Il ruolo che hanno le Comunità autonome riguarda le responsabilità amministrative nella relativa area di giurisdizione, il finanziamento dei sussidi, la gestione del personale, l'organizzazione delle istituzioni locali e la pianificazione dei progetti educativi.

Il ruolo delle Amministrazioni locali, invece, riguarda il controllo degli alunni nell'età dell'obbligo scolastico, la responsabilità sulle strutture e il mantenimento delle scuole infantili e delle scuole primarie, infine la progettazione delle attività supplementari.

Il ruolo che svolge il governo centrale riguarda l'organizzazione generale di tutto il sistema, quindi la regolamentazione della ricerca, la definizione dei curriculum, l'amministrazione degli istituti all'estero, di conseguenza a tutto questo, il controllo del sistema e la relativa applicazione.

## I cambiamenti della LOGSE
Prima degli anni Ottanta la scuola spagnola era tra le più arretrate a causa della dispersione e dell'abbandono scolastico. Le cose cambiarono nel 1990 quando la legge LOGSE (legge organica sull'organizzazione generale del sistema educativo) sostituisce la LGE (legge generale sull'insegnamento) del 1970.

I cambiamenti che porta la legge organica sull'organizzazione generale del sistema educativo sono:
- Aumento dell'età dell'obbligo scolastico, da 14 anni a 16 anni;
- Aumento della durata dell'obbligo scolastico, che da 8 anni passa a 10;
- Divisione dell'istruzione generale di base, che si divide in istruzione primaria e istruzione secondaria obbligatoria;
- Sostituzione del diploma di istruzione di base, detto graduado escolar e del certificato di scolarizzazione, detto certificado de escolaridad, con il diploma di istruzione secondaria, chiamato graduado en educación secundaria;
- Estensione di un unico modello per tutta la durata della scuola dell'obbligo, in modo che la scelta dell'indirizzo di studio venga fatta a 16 anni e non a 13.

La LODE, la legge organica sul diritto all'educazione, invece, si occupa di:
- Dare il diritto a tutti gli alunni di avere un posto nella scuola;
- Dare il diritto ai genitori degli alunni di scegliere una scuola pubblica o privata;
- Regolare le procedure e i criteri di ammissione degli alunni, tranne per gli istituti privati non sovvenzionati i quali decidono autonomamente le ammissioni.

Altri cambiamenti portati dalla riforma sono:
- L'insegnamento della prima lingua straniera parte dal terzo anno invece che dal sesto anno;
- L'insegnamento della seconda lingua straniera inizia con l'istruzione secondaria obbligatoria;
- L'insegnamento delle tecnologie parte dall'istruzione secondaria obbligatoria;
- L'insegnamento dei temi interdisciplinari (educazione alla pace, educazione stradale, educazione del consumatore, educazione all'ambiente, educazione alla salute, insegnamento per l'uguaglianza di opportunità fra i sessi, educazione morale e civica) nell'istruzione primaria e secondaria, al posto degli obiettivi settoriali (apprendimento della vita sociale, apprendimento della sicurezza stradale, educazione del consumatore, apprendimento del rispetto e del miglioramento dell'ambiente naturale e sociale, educazione alla salute, iniziazione alla pratica delle tecnologie di base);
- Le ore nell'istruzione secondaria non saranno più di 30.

Infine, ci sono anche dei cambiamenti riguardo alle valutazioni:
- La valutazione deve essere globale nella scuola primaria;
- La valutazione deve essere integrata nella scuola secondaria;
- Non si può ripetere più di due anni in tutta la durata dell'istruzione secondaria obbligatoria;
- I criteri di valutazione e di promozione vengono decisi dal consiglio di classe e non più dall'amministrazione.

## Educazione infantile
L'educazione infantile si divide in due fasi:
1. l'asilo nido, detto educación preescolar;
2. la scuola materna, detta educación infantil.

### Asilo nido
L'asilo nido è un servizio a pagamento, non obbligatorio, che prende in considerazione i bambini da 0 a 3 anni. L'asilo nido è un servizio che aiuta le famiglie nel caso queste siano impegnate nel lavoro. Questo non significa che ha un ruolo sostitutivo della famiglia. Un altro scopo dell'asilo nido è quello di aiutare i bambini nella socializzazione e nell'incoraggiamento della loro capacità creativa.

### Scuole materna
La scuola materna comprende i bambini dai 3 ai 6 anni, è un servizio gratuito e non obbligatorio. Essa deve rafforzare l'identità personale del bambino sotto il profilo sia corporeo che intellettuale. Inoltre, deve sviluppare la competenza del bambino, valorizzandone l'intuizione, l'immaginazione e la creatività. Infatti, sprona a far nascere nel bambino atteggiamenti di sicurezza, di autostima e di fiducia nelle proprie capacità, ma anche a vivere i propri stati affettivi e a controllare le proprie emozioni. Infine, la scuola materna contribuisce alla conquista dell'autonomia, quindi della capacità di orientarsi e di compiere scelte autonome.

## Educazione obbligatoria
L'educazione obbligatoria si suddivide in:
1. scuola elementare detta educación primaria;
2. scuola media detta educación secundaria obligatoria (ESO).

### Scuola elementare
La scuola elementare ha una durata di 6 anni e riguarda i bambini dai 6 ai 12 anni. Le materie che vengono insegnate sono:
| Lingua spagnola      |
| Letteratura          |
| Matematica           |
| Scienze naturali     |
| Storia               |
| Geografia            |
| Musica               |
| Educazione artistica |
| Educazione fisica    |
| Lingua straniera     |

L'insegnamento della religione è facoltativo.

La scuola elementare è composta da tre cicli di due anni. Il passaggio dal primo al secondo anno è automatico, mentre il passaggio tra il primo e il secondo ciclo e successivamente al terzo ciclo è possibile solo nel caso siano stati raggiunti obiettivi specifici. Gli insegnamenti sono dedicati soprattutto alla lingua spagnola e alla matematica. Gli insegnanti delle scuole elementari devono insegnare agli alunni a:
- comprendere e creare dei messaggi orali o scritti in spagnolo;
- comunicare attraverso mezzi verbali, musicali e matematici;
- apprezzare opere artistiche;
- essere capaci a stabilire relazioni affettive;
- collaborare nelle attività di gruppo;
- accettare le regole;
- comprendere i fenomeni naturali;
- rispettare l'ambiente.

### Scuola media
La scuola media ha una durata di 4 anni e riguarda i ragazzi dai 12 ai 16 anni. Le materie che vengono insegnate sono:
| Lingua spagnola         |
| Letteratura spagnola    |
| Matematica              |
| Scienze naturali        |
| Scienze sociali         |
| Storia                  |
| Geografia               |
| Lingua straniera        |
| Tecnologia              |
| Educazione plastica     |
| Educazione visiva       |
| Educazione fisica       |
| Musica                  |
| Religione (facoltativa) |

Inoltre, ci sono materie facoltative scelte dagli alunni stessi. Tra le materie facoltative ci sono però tre materie obbligatorie: la seconda lingua straniera, una materia professionale e una materia di cultura classica. La scuola media è composta da due cicli: il primo di tre anni e il secondo di un anno. Ogni anno l'alunno deve superare un esame per recuperare le eventuali insufficienze in modo da poter passare all'anno successivo. Gli alunni che riescono a concludere la scuola media ottengono la licenza media, detta Graduado en educación secundaria. La licenza media consente l'accesso alla scuola superiore oppure alla scuola professionale. La scuola media deve, alla fine del corso, aver trasmesso agli alunni gli elementi di base della cultura, della responsabilità e della preparazione alla vita futura lavorativa o studentesca. Con questi anni i ragazzi in Spagna concludono il loro percorso scolastico obbligatorio.

### Garanzia sociale
Gli alunni di età compresa tra i 16 e i 21 anni che non hanno la licenza media possono scegliere di frequentare la cosiddetta garanzia sociale. Questo corso ha lo scopo di aiutare lo studente dandogli una formazione che lo possa inserire nelle attività professionali e lavorative. La garanzia sociale dura circa due anni. Le aree di formazione sono:
- Area di formazione professionale specifica;
- Area di formazione e orientamento al lavoro;
- Area di formazione base;
- Attività complementare.

Alla fine del corso lo studente può accedere al mercato del lavoro oppure accedere alla formazione professionale di grado medio.

## Educazione non obbligatoria
Dopo avere ottenuto la licenza media, gli studenti possono accedere alla scuola superiore, detta bachillerato, oppure possono scegliere la formazione professionale. In alcuni casi possono scegliere di frequentare la Garanzia sociale.

### Scuola superiore
La scuola superiore ha una durata di due anni, con l'aggiunta di un anno facoltativo per la preparazione all'università. La scuola superiore riguarda i ragazzi dai 16 ai 18 anni. Per poter frequentare la scuola superiore, occorre avere la licenza media o avere frequentato il secondo corso di  BUP. Il BUP, Bachillerato Unificado Polivalente, è un insegnamento della LGE, Ley General de Educación. Si divide in tre anni:
1. il primo anno di BUP corrisponde al terzo anno dell'educación secundaria della LOGSE;
2. il secondo anno di BUP corrisponde al quarto anno dell'educación secundaria della LOGSE;
3. il terzo anno di BUP corrisponde al primo anno di bachillerato della LOGSE.

Dopo aver completato il Bachillerato Unificado Polivalente occorre seguire il C.O.U., curso de orientación universitaria, che equivale al secondo anno di bachillerato, per poter fare la selectividad, esame d'ingresso all'università.

Nella scuola superiore ci sono quattro indirizzi:
- Biologico-medico;
- Umanistico e scienze sociali;
- Tecnico;
- Artistico.

Le materie comuni che vengono insegnate in tutti gli indirizzi sono:
| Lingua spagnola   |
| Letteratura       |
| Lingua straniera  |
| Filosofia         |
| Educazione fisica |
| Storia            |

Inoltre, ci sono delle materie riguardanti ogni specializzazione e ci sono materie opzionali. Finiti gli anni di studio gli studenti ottengono il Diploma de bachiller. Il Diploma de bachiller può essere ottenuto anche da adulti o lavoratori, che possono frequentare le lezioni nella modalità serale o a distanza. Gli scopi principali della scuola superiore sono di dare una formazione generale agli studenti e di offrire a loro una preparazione all'università.

### Formazione professionale
Gli alunni che non scelgono il bachillerato possono scegliere la formazione professionale. La formazione professionale si divide in: 
- Ciclo formativo di grado medio;
- Ciclo formativo di grado superiore.

#### Il ciclo formativo di grado medio
Il ciclo formativo di grado medio si rivolge agli studenti dai 16 ai 18 anni. Si accede al ciclo formativo di grado medio se si possiede la licenza media (ESO), dopo avere superato un programma di garanzia sociale oppure dopo avere superato una prova d'accesso a 18 anni. La durata del corso viene distribuita in due anni, dove il 25% delle ore deve essere destinato alla formazione pratica in impresa. Gli indirizzi sono:
- Formazione e orientamento al lavoro;
- Tecnologico;
- Di indirizzo generale;
- Modulo professionale di formazione in centri di lavoro.

I rami di studio invece sono:
| Amministrazione e informatica di gestione |
| Commercio e marketing                     |
| Chimica                                   |
| Tessile                                   |
| Artigianale                               |
| Turistico e alberghiero                   |

Alla fine del ciclo formativo di grado medio gli studenti ottengono il titolo di técnico.

#### Il ciclo formativo di grado superiore
Il ciclo formativo di grado superiore si rivolge agli studenti dai 18 ai 20 anni. Può accedere al ciclo formativo di grado superiore chi ha ottenuto il diploma di scuola media o chi ha frequentato un corso di orientamento universitario; altrimenti, si può accedere, tramite prova, dalla scuola superiore. Gli indirizzi sono:
- Formazione e orientamento al lavoro;
- Tecnologico;
- Di indirizzo generale;
- Modulo professionale di formazione in centri di lavoro.

I rami di studio sono:
| Amministrazione e informatica di gestione |
| Commercio e marketing                     |
| Chimica                                   |
| Tessile                                   |
| Artigianale                               |
| Turistico e alberghiero                   |

Alla fine del ciclo formativo di grado superiore gli studenti ottengono il titolo di Técnico superior. Alla fine del corso è possibile entrare nel mondo del lavoro oppure scegliere di andare all'università.

### Gli studi universitari
L'università riguarda gli studenti dai 18 ai 24 anni. L'università è divisa in tre cicli. Essi corrispondono a tre qualifiche diverse:
- Grado
- Máster
- Doctor

Per accedere all'università occorre avere il diploma superiore e superare una prova detta di selectividad.

Il primo ciclo dura tre anni, dai 18 ai 20 anni. Per completare il ciclo occorre avere ottenuto dai 180 ai 270 crediti. Alla fine si ottiene il titolo di diplomado, arquitecto tecnico o ingeniero tecnico.

Il secondo ciclo dura due anni, dai 21 ai 22 anni. Per completare il ciclo occorre avere ottenuto dai 300 ai 450 crediti. Alla fine si ottiene il titolo di licenciado, arquitecto o ingeniero.

Il terzo ciclo dura due anni, dai 23 ai 24 anni. Per completare il ciclo occorre avere ottenuto 32 crediti. Alla fine si ottiene il titolo di doctor. La finalità del terzo ciclo è la specializzazione in un campo scientifico, tecnico o artistico; Inoltre offre una formazione alla ricerca.

Gli studi universitari si possono dividere in 5 gruppi:
1. Umanistici
2. Scienze sperimentali
3. Scienze della salute
4. Scienze sociali-giuridiche
5. Studi tecnici.

Gli insegnamenti si dividono in:
- asignaturas troncales, insegnamenti obbligatori nei piani di studio che permettono di ottenere lo stesso titolo;
- asignaturas obligatorias, insegnamenti obbligatori di ogni università;
- asignaturas optativas, insegnamenti scelti liberamente da ogni studente;
- asignaturas de libre elección, seminari e attività pratiche scelte dallo studente. Essi devono comprendere almeno il 10% dei crediti.

## Insegnamenti speciali
Gli insegnamenti speciali offrono una formazione artistica. I campi relativi a questi insegnamenti sono:
- Musica
- Danza
- Arte drammatica

Gli insegnamenti di musica e danza sono simili. Entrambi comprendono tre gradi:
- Grado elementare
- Grado medio
- Grado superiore

Il grado elementare dura quattro anni. Si può accedere all'insegnamento all'età di 8 anni. Al termine del corso l'alunno ottiene una certificazione che corrisponde al Grado elementare.

Il grado medio si divide in tre cicli da due anni. Si può accedere all'insegnamento superando una prova, che verifichi le conoscenze dei corsi precedenti. Al termine del corso il ragazzo ottiene il titolo professionale di Grado medio e può ottenere il titolo bachiller se completa i corsi del bachillerato.

Il grado superiore non ha una durata fissa. Si può accedere all'insegnamento se si è in possesso di titolo di bachillere superando una prova d'ingresso. Al termine del corso lo studente ottiene il titolo superiore, che corrisponde a un titolo universitario.

L'insegnamento di Arte drammatica è molto diverso da quelli di musica e danza, che sono identici. L'insegnamento di Arte drammatica ha un solo grado, il grado superiore. Si può accedere all'insegnamento se si ha il titolo di bachiller e dopo aver superato una prova. Se non si ha il titolo di bachiller, si può accedere superando la prova d'ingresso. Al termine del corso si ottiene il titolo superiore di arte drammatica, che corrisponde a un titolo universitario.